# Служба Перемоги Польщі
Служба Перемоги Польщі  (SZP) - польська підпільна організація під час Другої світової війни.

## Історія
Організація була створена 27 вересня 1939 року (ще під час оборони Варшави ) за наказом командувача обороною Варшави генерала Юліуша Ромля. Командувачем СПП був генерал Міхал Токаржевський-Карашевич.
Цілі організації включали: боротьбу за визволення Польської Республіки в довоєнних кордонах, відновлення та реорганізацію польської армії, створення тимчасових центрів сили.
Вона була подана на розгляд Уряду Польщі у вигнанні. Токаржевський попросив підтримки у представників до вересневої опозиції ( Стронніцтво Людове, Польська соціалістична партія, Національна Партія та Лейбористська партія ) і отримав таку підтримку. Метою такої акції було відірвати підпільну військову організацію, що зароджується, від Санації, яку суспільство звинувачувало у вересневій поразці, і таким чином отримати підтримку з боку нової еміграційної влади.  Владислав Сікорський за те, що він був занадто близький до табору Санація, за наказом Верховного Головнокомандувача був розпущений і замінений 13 листопада 1939 року Союзом збройної боротьби (ZWZ). Це була перша збройна організація Польської підпільної держави Нинішній командир СЗП ген. Командувачем ZWZ для району радянської окупації був призначений Міхал Карашевич-Токаржевський.
Накази Сікорського та Соснковського від листопада 1939 р. наказували СЗБ перебрати існуючі організаційні структури СЗП.

## Організація

### Верховне командування
Головний командувач - генерал Міхал Токаржевський-Карашевич
Заступник головнокомандувача - майор. Едмунд Галінат «Комарський» — з вересня по листопад 1939 р. полковник дипл. Стефана Ровецького з жовтня 1939 року по січень 1940 року
Начальник штабу Верховного командування - полковник дипл. Стефана Ровецького з жовтня 1939 року по січень 1940 року
Начальники відділів Головного командування
- Відділ I (організаційний) - майор Антоні Санойца "Капник"
- II відділ (інформація та розвідка) - майор Вацлав Берка «Бродович»
- Відділ III - полковник дипл. Януш Альбрехт «Войцех»
- IV відділ (інтендант) - полковник Адам Світальський «Домброва»
- V відділ (комунікації) - кап. Леон Чендинський «Груда»
- VI відділ (преса і пропаганда) - майор Тадеуш Крук-Стршелецький «Щепан»
- VII відділення (фінансове) – майор Станіслав Тун «Мальч», Варшавський район

### Воєводські накази
- Варшавський район - Генрик Юзевський «Ольгерд»
- Люблінський район – підполковник Юзеф Спихальський «Соча»
- Лодзінський район - полковник Станіслав Сосабовський "Węglarz"
- район Кельце - полковник дипл. Леопольд Енгель-Рагіс «Шлонський»
- Краківський округ – майор Ян Ціхоцький «Кабат»
- Заглембе Домбровське підр-н - підполковник Генрик Ковальовка «Осеть»